# Pretoki
Pretoki su naseljeno mjesto u Republici Hrvatskoj u Zagrebačkoj županiji. 

## Zemljopis
Administrativno su u sastavu grada Svetog Ivana Zeline. Naselje se proteže na površini od 0,80 km². 

## Stanovništvo
Prema popisu stanovništva iz 2001. godine u Pretokima živi 310 stanovnika i to u 94 kućanstva. Gustoća naseljenosti iznosi 387,5 st./km².
| broj stanovnika | 70    | 112   | 118   | 139   | 92    | 103   | 93    | 150   | 141   | 143   | 175   | 226   | 254   | 284   | 310   | 295   | 277   |
|                 | 1857. | 1869. | 1880. | 1890. | 1900. | 1910. | 1921. | 1931. | 1948. | 1953. | 1961. | 1971. | 1981. | 1991. | 2001. | 2011. | 2021. |